# ZIL-135
ZIL-135（ロシア語: ЗИЛ-135）は、1950年代にソビエト連邦のZIL (リハチョフ記念工場) で開発された4軸8輪の大型軍用車両である。
ソビエト連邦軍や輸出先の友好国で、ロケット弾や多連装ロケット砲の輸送起立発射機 (transporter erector launcher, TEL)として運用された。

## 概要
ZIL-135の生産は1959年からZILで行われ、1963年にはBAZ（ブリャンスク自動車工場）での生産に切り替えられた。このことから、ZIL-135の形式名をBAV-135と表記する例も見られる。
車体は同時期のソ連のTEL車両であるMAZ-543よりは少し小さいものの軍用車両としては大型のもので、エンジンはウラル375に搭載されたのと同じ排気量6.9LのZIL-375ガソリンエンジンを2基搭載している。
ZIL-135を使用した自走ロケット砲システムとしては、NATOによりFROG-7と呼ばれた9K52 ルーナMの発射車両である9P113およびロケット弾運搬車両の9T29、220mm多連装ロケット砲を搭載したシステムであるBM-27 ウラガンの発射車両である9P140およびロケット弾運搬車両の9T452などが挙げられる。
ZIL-135は前述の9K52、BM-27のシステムを構成する車両として多数の友好国に輸出されている。無誘導ロケットの9K52（FROG-7）は一部の国で退役しているが北朝鮮や中東諸国では現役で、またBM-27も旧ソビエト連邦構成国や中東諸国において運用されている。

## 形式

### ZIL
ZIL-135
基本型。1959年～1963年にZILで生産。9K52 ルーナMの発射車両（9P113）に使用された。
ZIL-135B
ZIL-135の水陸両用型。1959年。
ZIL-135E
ディーゼル・エレクトリック方式の車両。1965年。
ZIL-135K
C-5ミサイルの発射車両。1961年。
ZIL-135KM
P-5 シャドック巡航ミサイルの地上発射車両のプロトタイプ。1962年。
ZIL-135L
サスペンション改良型。1961年。
ZIL-135LM
ZIL-135Lのマニュアル変速機型。1964年。
ZIL-135LN
ZIL-135Kのシャーシおよび運転席部分の形式。
ZIL-135P
ポンツーン型。1965年。

### BAZ
BAV-135LM
ZIL-135Kのマニュアル変速機型。1963年。
BAV-135LMT
BAV-135LMの熱帯地域向けの形式。
BAV-135LMP
BM-27 ウラガンの発射車両（9P140）に使用された。1976年。
BAV-135LTM
9K52 ルーナMの輸送車両（9T29）に使用された。
BAV-135L4
民間向け。1968年。
BAV-E135G
ガスタービンエンジン搭載の試作型。
BAV-135M1
ディーゼルエンジン1基を搭載した試作型。
BAV-135MB
P-5 シャドック巡航ミサイルの地上発射車両、およびツポレフ製無人航空機のTu-143の地上発射システムに使用。

## 画像

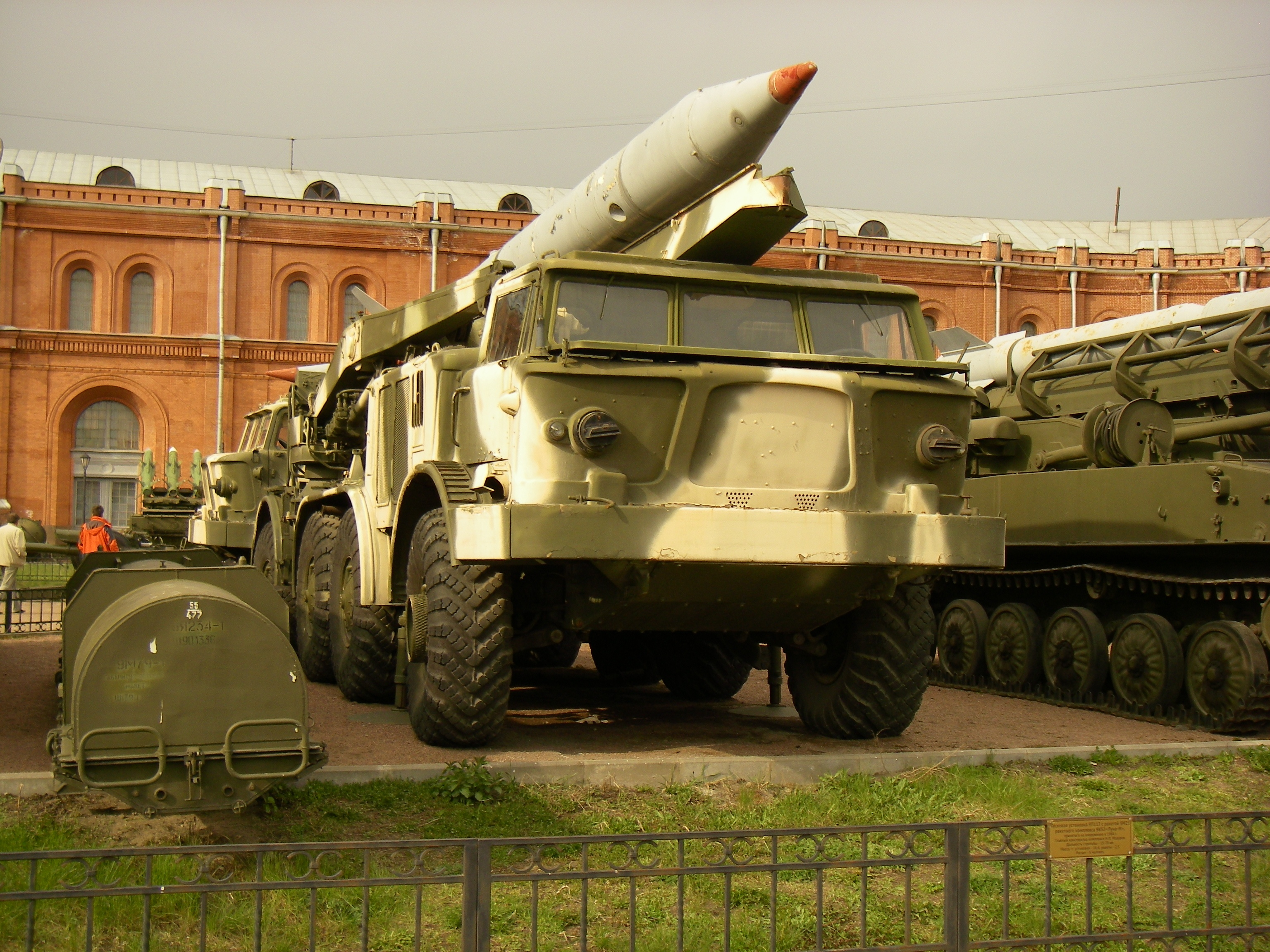
9K52 発射車両 (9P113)
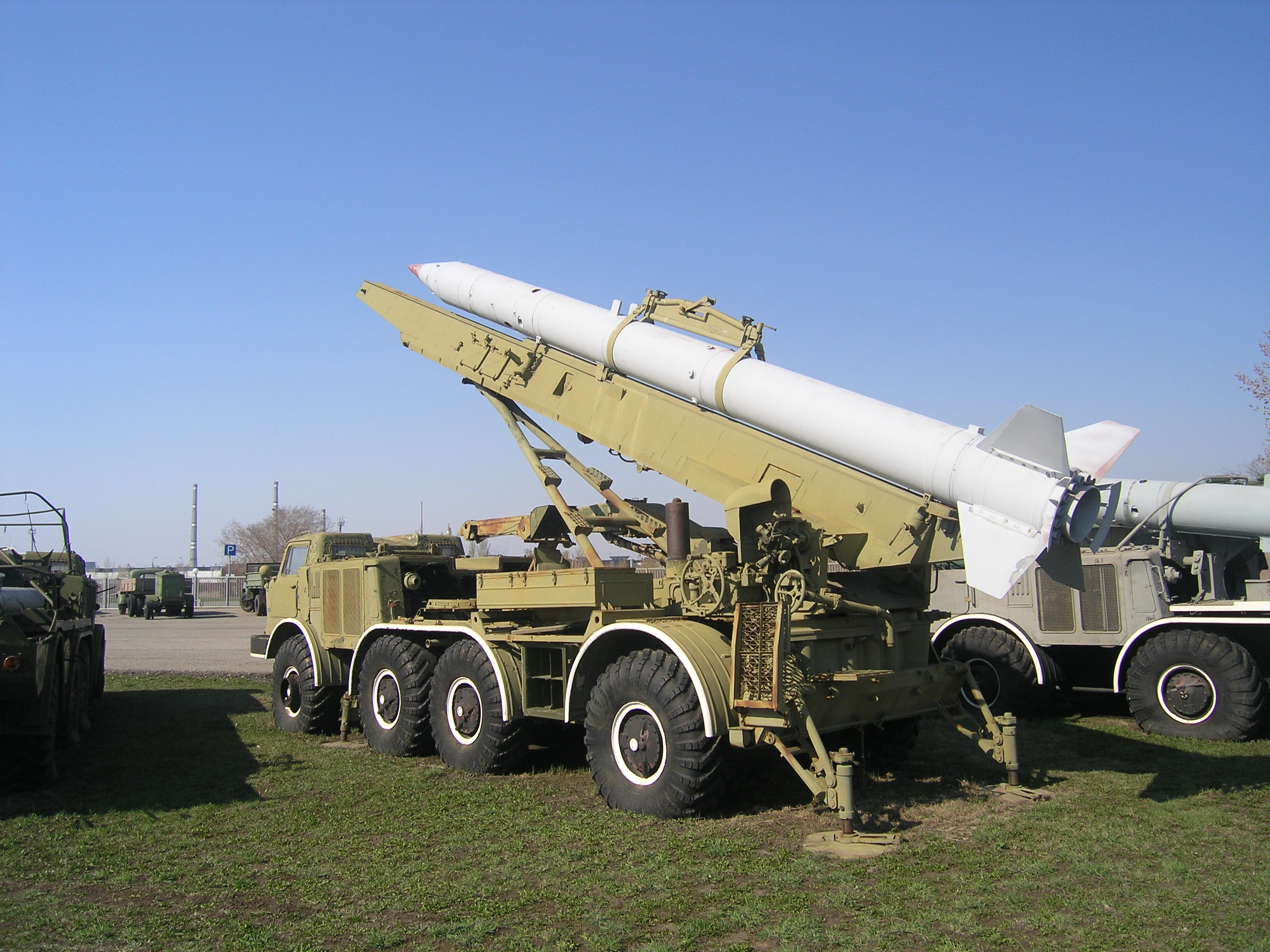
9K52 発射車両 (9P113) 後部
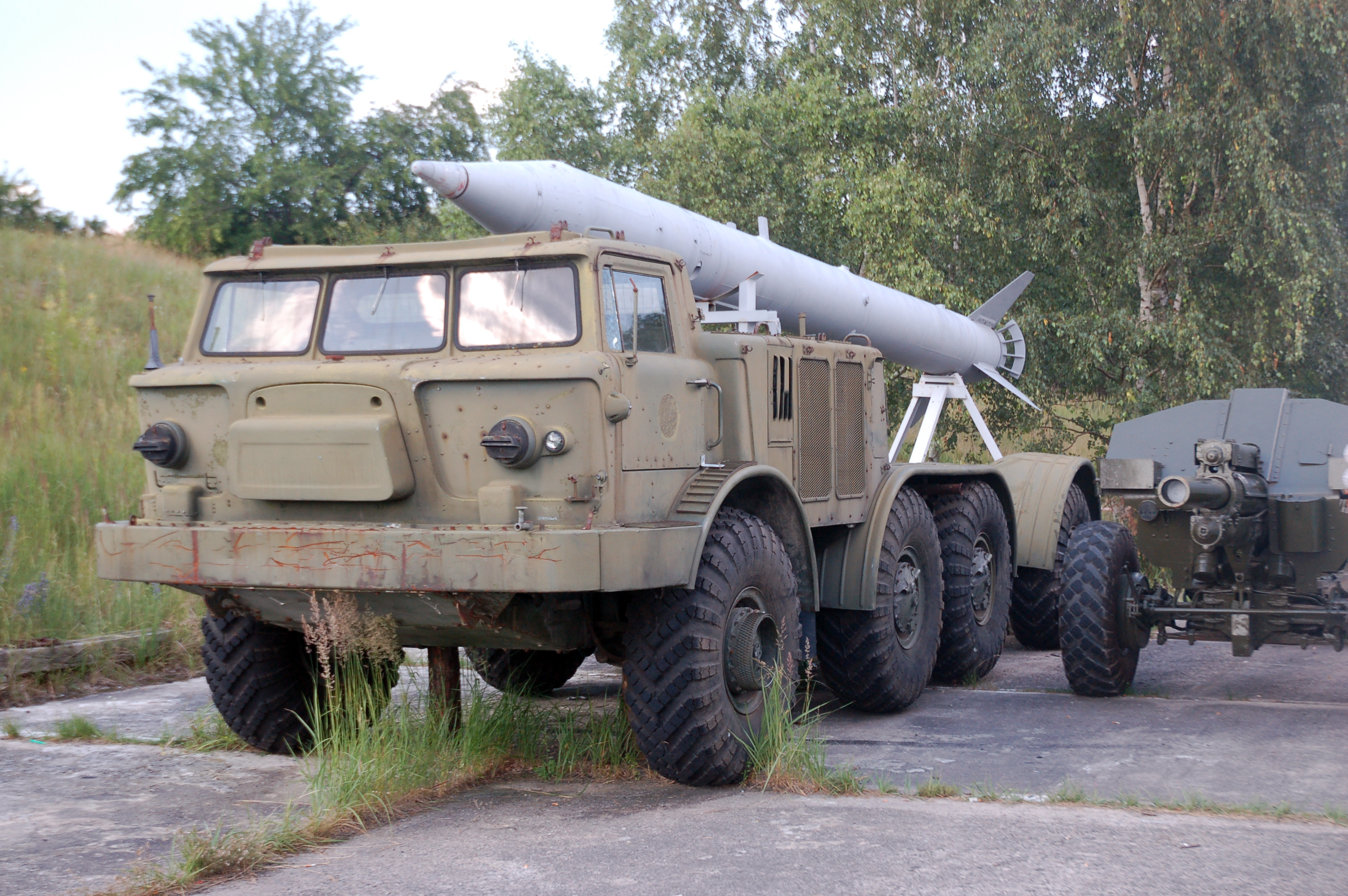
9K52 輸送車両 (9T29)
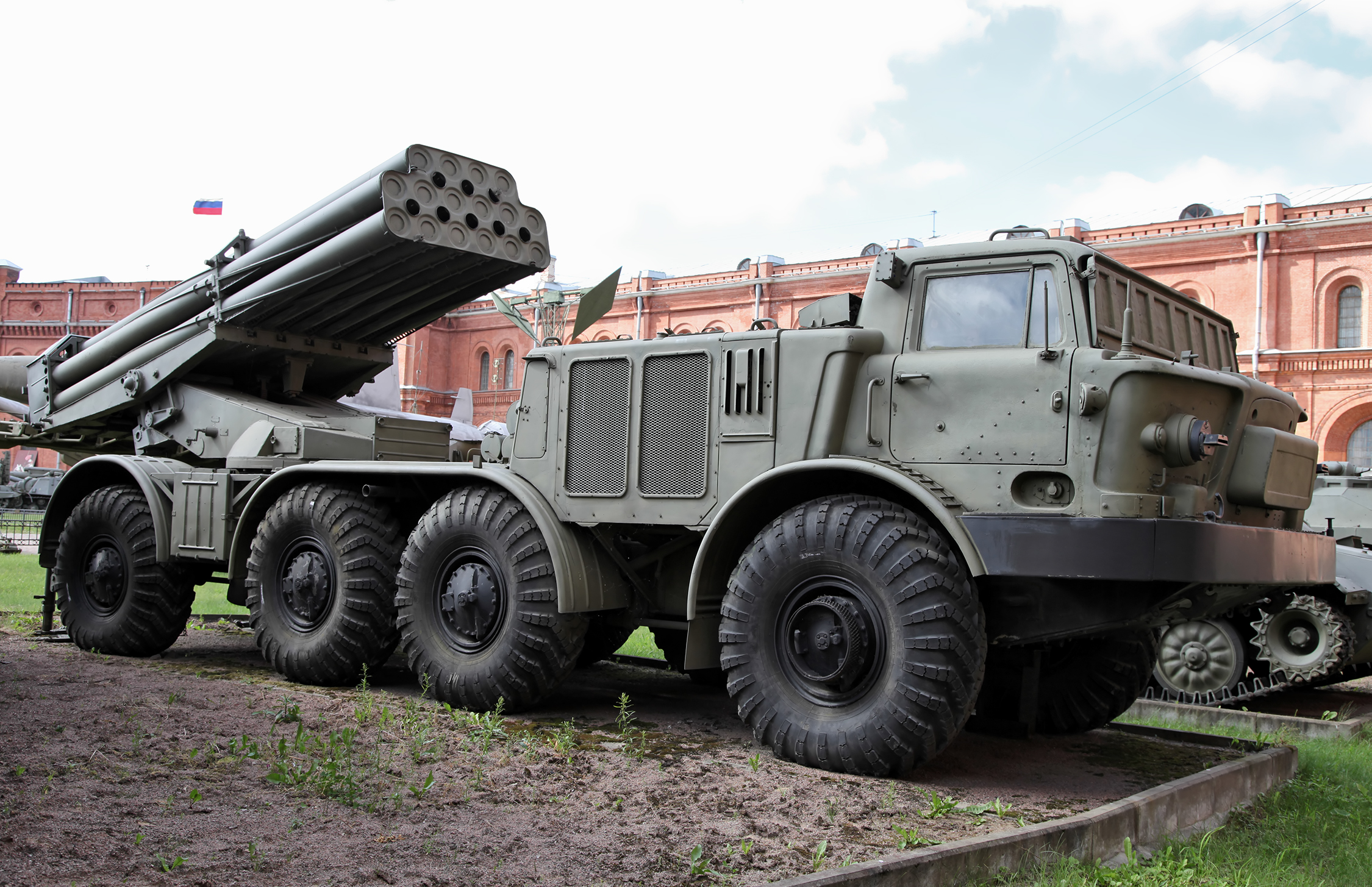
BM-27 発射車両 (9P140)
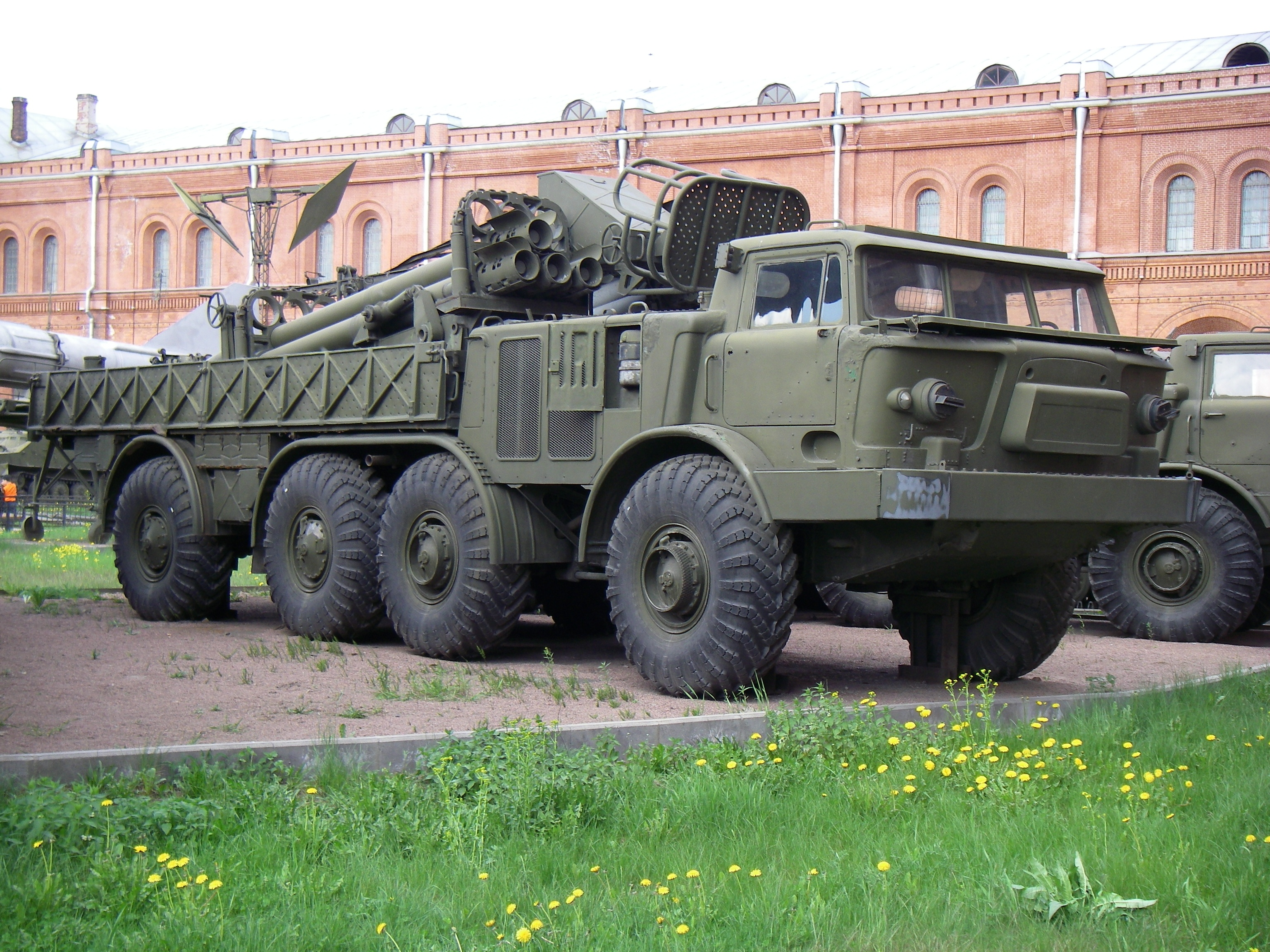
BM-27 輸送車両 (9T452)